# Erzgebirge

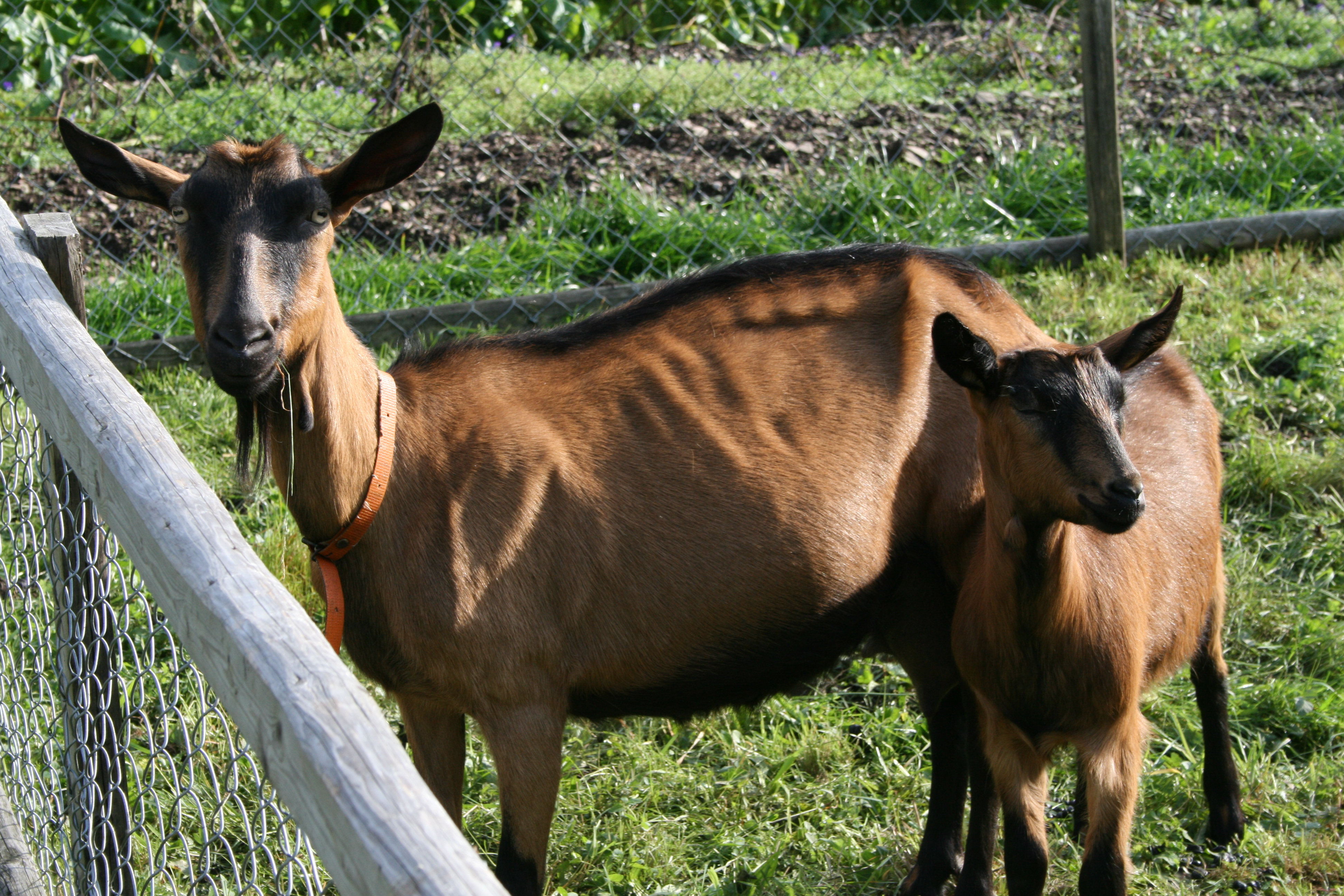
Коза Erzgebirge з козеням в Егергаузе (Шварценберг) в Рудних горах

Erzgebirge (нім. Erzgebirgsziege) — порода домашніх кіз, вирощена в Саксонії, Німеччина. Кози Erzgebirge підстрижені, і мають червонувато-коричневу шерсть з чорними смугами на обличчі, спині і ногах. Розводиться в основному для виробництва молока, порода знаходиться під загрозою зникнення.
Козівництво в Рудних горах існувало століттями. Невимогливі в утриманні, ці тварини споживали практично всі, що їм пропонували. Наприклад, у 1550 р. у 48 гільдії купців Шварценберга, які підлягали оподаткуванню, було 185 корів і 126 кіз. Коли в XV і XVI століттях стягався турецький податок, навіть кози вважалися об'єктом оподаткування. Хроніст Рудних гор Крістіан Леманн також згадує про значення козівництва для населення Рудних гор в своїй Historischen Schauplatz 1699 року.
У НДР цю породу вдалося зберегти довгий час, після чого вони були схрещені з іншими породами, особливо Frankenziege, з метою збільшення удою. Сьогодні кози Erzgebirge вже не визнаються генетично незалежною породою. Існуючі досі екземпляри належать до породи Bunten Deutschen Edelziege. Тому нових субсидій на розведення з 2004 року не було. Порода Erzgebirge вказана тільки як «тип» або «колір» Bunten Deutschen Edelziege.